# Leonel Cabrera
Benigno Leonel Cabrera Pino (Arequipa, 13 de febrero de 1954) es un general en retiro y político peruano. Fue viceministro de Defensa durante el gobierno de Pedro Castillo y congresista de la república en 2021 tras el fallecimiento de Hipólito Chaiña Contreras. Ha sido jefe del Comando Conjunto de las Fuerzas Armadas del Perú de 2013 a 2014 y miembro del Comando Chavín de Huántar.

## Trayectoria militar
Leonel Cabrera Pino nació en la ciudad de Arequipa, el 13 de febrero de 1954.
Es egresado de la Escuela Militar de Chorrillos donde obtuvo una licenciatura en Ciencias Militares.
Como militar participó en la guerra del Cenepa con el Ecuador en el año 1995 y posteriormente en el año 1997 fue miembro del exitoso operativo del Comando Chavín de Huántar contra los terroristas del Movimiento Revolucionario Túpac Amaru en la toma de la residencia del embajador de Japón en la ciudad de Lima.
Desde el año 2011 hasta el año 2013 fue jefe militar de la macrorregión VRAEM. Posteriormente fue ascendido como jefe Comando Conjunto de las Fuerzas Armadas del Perú en reemplazo del almirante José Cueto. Dejó el cargo en diciembre del año 2014.

## Trayectoria política
Leonel Cabrera incursiona en el ámbito político cuando decide afiliarse en el año 2015 al partido Alianza para el Progreso de César Acuña y posteriormente postula como candidato a la presidencia del Gobierno Regional de Arequipa en las elecciones regionales del año 2018, sin embargo, no resultó elegido.

### Congresista de la República
En el año 2020 se afilió al partido Unión por el Perú y postuló al Congreso de la República encabezando la lista electoral de Arequipa en las elecciones parlamentarias, donde no obtuvo éxito. Posteriormente en febrero del 2021, tras el fallecimiento del congresista Hipólito Chaiña Contreras, Cabrera fue convocado por el Jurado Nacional de Elecciones para que asuma como congresista accesitario tras obtener 27,874 votos y luego fue juramentado para completar el disuelto periodo 2016-2021.
Intentó ser reelegido en las elecciones parlamentarias del año 2021, sin embargo, no resultó reelegido.

### Viceministro de Defensa
El 28 de junio del 2022, Leonel Cabrera fue designado por el ministro José Luis Gavidia como viceministro de Defensa en el gobierno del presidente Pedro Castillo. Permaneció en el cargo hasta noviembre de ese mismo año.